# Deania hystricosa
Deania hystricosa är en hajart som först beskrevs av Garman 1906.  Deania hystricosa ingår i släktet Deania och familjen Centrophoridae. IUCN kategoriserar arten globalt som otillräckligt studerad. Inga underarter finns listade i Catalogue of Life.